# Gouvernement Sellal II
Pour les articles homonymes, voir Gouvernement Abdelmalek Sellal.
République algérienne
Sellal I Sellal III
Le gouvernement Sellal II est le gouvernement algérien en fonction du 11 septembre 2013 au 5 mai 2014. Les principaux changements concernent le départ d'Abdelmalek Guenaizia du poste de ministre délégué à la défense, remplacé par Ahmed Gaïd Salah, chef d’État major de l'armée, promu vice-ministre de la défense et qui cumule les deux fonctions. Par ailleurs trois autres ministères régaliens, l'intérieur, les affaires étrangères et la justice voient des changements à leur tête. 
On note pour la première fois la présence de quatre femmes titulaires d'un portefeuille ministériel de plein exercice.

## Ministres
| Portefeuille                                                                                              | Ministre                                                        |
| --- | --------------------------------------------------------------- |
| Président de la République Ministre de la Défense nationale                                               | Abdelaziz Bouteflika                                            |
| Premier ministre                                                                                          | Abdelmalek Sellal (jusqu'au 13/03/2014) Youcef Yousfi (intérim) |
| Vice-Ministre de la Défense nationale Chef d'état-major                                                   | Ahmed Gaïd Salah                                                |
| Ministre d'État Ministre de l'Intérieur et des Collectivités locales                                      | Tayeb Belaiz                                                    |
| Ministre des Affaires étrangères                                                                          | Ramtane Lamamra                                                 |
| Ministre de la Justice, Garde des Sceaux                                                                  | Tayeb Louh                                                      |
| Ministre des Finances                                                                                     | Karim Djoudi                                                    |
| Ministre de l’Énergie et des Mines                                                                        | Youcef Yousfi                                                   |
| Ministre des Ressources en eau                                                                            | Hocine Necib                                                    |
| Ministre des Affaires religieuses et des Wakfs                                                            | Bouabdellah Ghlamallah                                          |
| Ministre des Moudjahidine                                                                                 | Mohamed Cherif Abbes                                            |
| Ministre du Développement industriel et de la Promotion de l'investissement                               | Amara Benyounès                                                 |
| Ministre des Transports                                                                                   | Amar Ghoul                                                      |
| Ministre de l’Éducation nationale                                                                         | Abdelatif Baba Ahmed                                            |
| Ministre de l’Agriculture et du Développement rural                                                       | Abdelwahab Nouri                                                |
| Ministre des Travaux publics                                                                              | Farouk Chiali                                                   |
| Ministre de la Solidarité nationale, de la Famille et de la Condition féminine                            | Souad Bendjaballah                                              |
| Ministre de la Culture                                                                                    | Khalida Toumi                                                   |
| Ministre du Commerce                                                                                      | Mustapha Benbada                                                |
| Ministre de l’Enseignement supérieur et de la Recherche scientifique                                      | Mohamed Mebarki                                                 |
| Ministre des Relations avec le Parlement                                                                  | Mahmoud Khedri                                                  |
| Ministre de la Formation et de l’Enseignement professionnels                                              | Noureddine Bedoui                                               |
| Ministre de l’Habitat, de l’Urbanisme et de la Ville                                                      | Abdelmadjid Tebboune                                            |
| Ministre de l’Aménagement du territoire et de l’Environnement                                             | Dalila Boudjemaa                                                |
| Ministre du Travail, de l'Emploi et de la Sécurité sociale                                                | Mohamed Benmeradi                                               |
| Ministre de la Santé, de la Population et de la Réforme hospitalière                                      | Abdelmalek Boudiaf                                              |
| Ministre du Tourisme et de l'Artisanat                                                                    | Mohamed Amine Hadj Said                                         |
| Ministre de la Jeunesse et des Sports                                                                     | Mohamed Tahmi                                                   |
| Ministre de la Poste et des Technologies de l'information et de la Communication                          | Zohra Derdouri                                                  |
| Ministre de la Pêche et des Ressources halieutiques                                                       | Sid Ahmed Ferroukhi                                             |
| Ministre de la Communication                                                                              | Abdelkader Messahel                                             |
| Ministre auprès du Premier ministre chargé de la Réforme du service public                                | Mohamed El Ghazi                                                |
| Ministre délégué auprès du Ministre des Affaires étrangères chargé des Affaires maghrébines et africaines | Abdelmadjid Bouguerra                                           |
| Ministre délégué auprès du Ministre des Finances chargé du Budget                                         | Mohamed Djellab                                                 |
| Ministre, Secrétaire général du gouvernement                                                              | Ahmed Noui                                                      |